# Flashback (1969)
Flashback – włoski film fabularny z 1969, drugi w dorobku reżyserskim Raffaele Andreassi. 

## Obsada
- Fred Robsahm
- Pilar Castel
- Dada Gallotti
- Sandra Dal Sasso
- Gianni Cavina
- Antonietta Fiorito
- Pietro Bonfiglioli
- Gabriele Fornacioni
- Vittorio Gobbi